# Trichostomum
Trichostomum, auch Haarmundmoose genannt, ist eine Gattung von Laubmoosen aus der Familie Pottiaceae.

## Beschreibung
Die Pflanzen dieser Gattung sind etwa 0,5 bis 4 Zentimeter groß und bilden lockere bis dichte Rasen. Sie wachsen aufrecht und sind einfach oder verzweigt. Die Blätter sind lanzettlich bis zungenförmig, stumpflich bis zugespitzt, die Blattränder ganzrandig bis krenuliert, flach oder im oberen Blattteil aufrecht bis eingebogen. Die kräftige Blattrippe reicht bis in die Blattspitze oder tritt als kurze Stachelspitze aus. Feucht sind die Blätter aufrecht abstehend bis abstehend, trocken gekräuselt. Die Blattzellen sind an der Basis rechteckig, glatt und durchsichtig, im oberen Blattabschnitt quadratisch rundlich bis kurz rechteckig, papillös und undurchsichtig.
Die Arten sind normalerweise diözisch. Eine aufrechte Seta trägt die meist aufrechte, selten schwach geneigte, zylindrische bis ellipsoidische Sporenkapsel. Die fadenförmigen Peristomzähne sind aufrecht bis wenig gedreht. Die Kalyptra ist kapuzenförmig, der Kapseldeckel spitzkegelig bis geschnäbelt. Bei wenigen Arten ist die Sporenkapsel kleistokarp oder das Peristom ist rudimentär bis fehlend.

## Verbreitung
Die Gattung Trichostomum ist kosmopolitisch verbreitet. Es werden verschiedene Substrate besiedelt.

## Systematik
Zur Gattung Trichostomum werden weltweit 106 Arten gezählt.
In Mitteleuropa sind folgende Arten vertreten:
- Trichostomum brachydontium
- Trichostomum crispulum
- Trichostomum triumphans